# Lasse Ottesen
Lasse Ingier Ottesen (Aurskog, 8 de abril de 1974) es un deportista noruego que compitió en salto en esquí. 
Participó en tres Juegos Olímpicos de Invierno, obteniendo una medalla de plata en Lillehammer 1994, en la prueba de trampolín normal individual, el séptimo lugar en Albertville 1992 y el cuarto en Nagano 1998, en la prueba por equipo.

## Palmarés internacional
| Juegos Olímpicos | Juegos Olímpicos      | Juegos Olímpicos | Juegos Olímpicos |
| Año              | Lugar                 | Medalla          | Prueba           |
| ---------------- | --------------------- | ---------------- | ---------------- |
| 1994             | Lillehammer (Noruega) | Medalla de plata | TN individual    |